# Ignacio Vizcargüénaga Arriortua
Casiano Vizcargüénaga Arriortúa (Dima, 23 de marzo de 1929 - Guecho, 8 de agosto de 2010), o según su nombre religioso Ignacio de Cristo Rey, luego del Concilio Vaticano II, más conocido como Ignacio Vizcargüénaga, fue un religioso trinitario español, último Ministro general de la Orden de los descalzos de la Santísima Trinidad, que luego de las Constituciones de 1983, abandonaría el viejo apellido de descalzos y retomaría el nombre original. Es reconocido por el gran empeño de renovación de su Orden y otras instituciones católicas, según las directrices del Concilio Vaticano II.

## Biografía
Casiano Vizcargüénaga Arriortúa nació en Dima, Vizcaya (España), el 23 de marzo de 1929, en el seno de una familia de pastores y muy religiosa, dos de sus hermanos optaron también por la vida consagrada.
El joven dimoztarra ingresó al seminario de los trinitarios en Algorta, el 29 de septiembre de 1940, cinco años después profesó sus primeros votos, desde entonces fue conocido como Ignacio de Cristo Rey. En su provincia se desempeñó en principalmente como maestro de los estudiantes y fue profesor de filosofía en el colegio trinitario de la Bien Aparecida, Belmonte y Salamanca. Se puede decir que Ignacio fue protagonista de la renovación y actualización de la Orden de la Santísima Trinidad a la luz de las directrices del Concilio Vaticano II. Ocupó el cargo de Secretario general de la Orden de 1965 a 1971, razón por la cual fue miembro de la comisión que elaboró las Constituciones de 1983, dicho documento es importante para la historia de la Orden Trinitaria, ya que a partir de entonces se abandonó el viejo título de descalzos, y con la desaparición de la rama calzada a finales del siglo XIX, se retomó el nombre original de la Orden, reconociendo solo en san Juan de Mata el fundador de la misma, sin menospreciar la herencia de la Reforma de Juan Bautista de la Concepción.
En el Capítulo general de 1971, Vizcargüénaga fue elegido Ministro general de la Orden, la cual gobernó por doce años. Se esforzó por esclarecer la nueva identidad de la Orden e impulsar a que los trinitarios tomaran conciencia de la misma. Posteriormente, desde 1983, tomó parte en todos los Capítulos y Congregaciones generales del siglo XX, siendo también agente activo en la preparación de los diversos Instrumentum laboris para las mismas.
Ignacio tuvo especial contacto con la Familia Trinitaria, preocupándose de la comunión entre los diversos institutos que tomaban como fuente de inspiración la Regla de vida de san Juan de Mata, trató de adaptar el carisma a nueva visión del laico trinitario en la Iglesia, y se desempeñó como asistente religioso de la Federación de Monjas Trinitarias en España durante nueve años. Los últimos años de su vida los pasó en la comunidad trinitaria del Santísimo Redentor en Algorta, localidad del municipio de Guecho (Vizcaya). Allí murió el 8 de agosto de 2010.

## Obras
Una de las características principales de Ignacio Vizcargüenaga era la escritura. Escribió numerosas cartas para toda la Familia Trinitaria durante su gobierno como general de la Orden. Es autor de numerosos libros entre los que destacan:
- Madre Maria Teresa Cucchiari. Un proyetto nuovo nella Chiesa, Roma 2001
- El Laicado trinitario en la Iglesia del siglo XXI, 2004.
- La Orden Trinitaria desde la restauración hasta hoy (s. XIX-XXI), Roma 2009.
- Carisma y misión de la Orden Trinitaria, Salamanca 2011.